# Bernstorffsches Haus

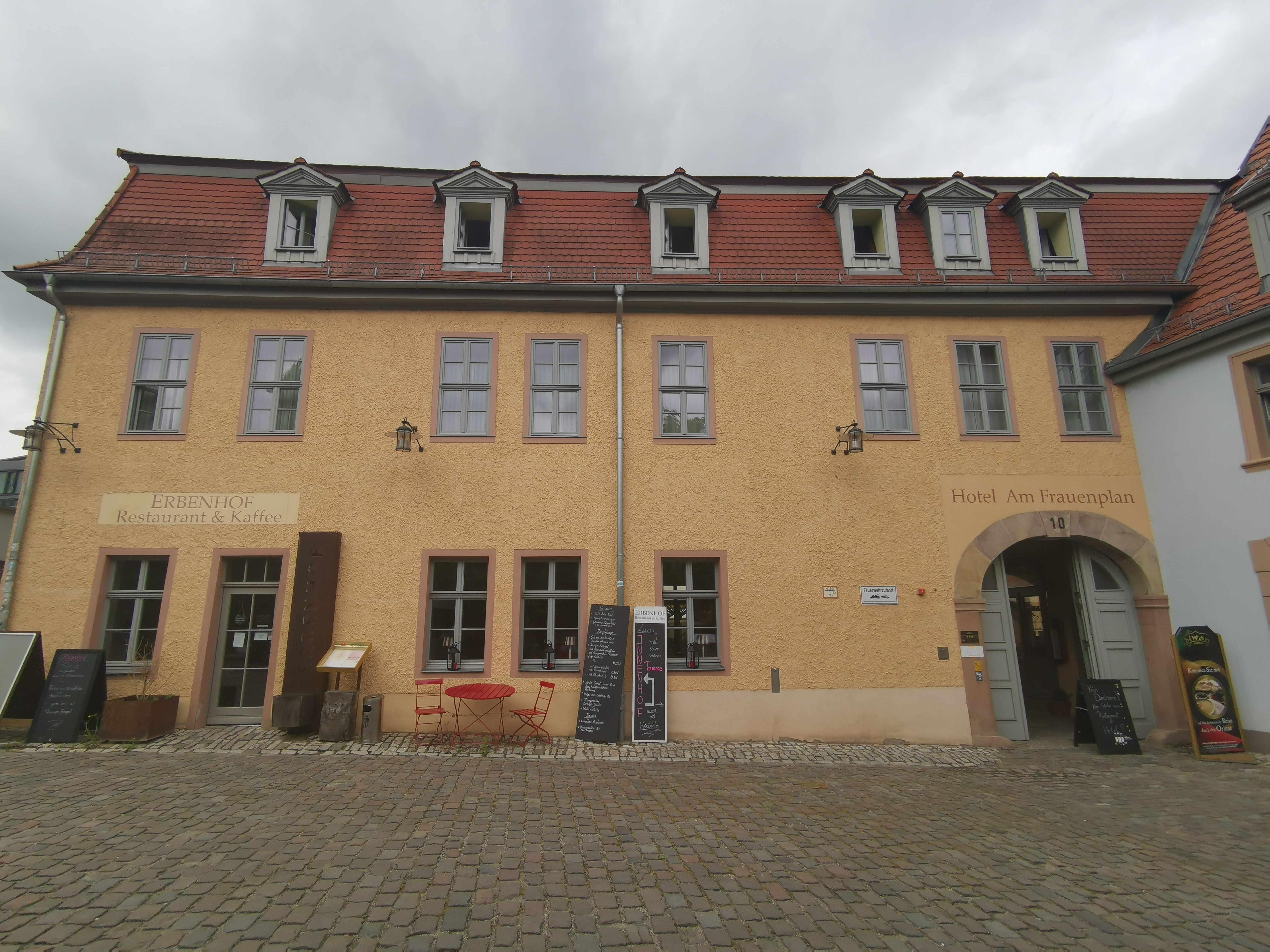
Bernstorffsches Haus, Brauhausgasse 10

Das Bernstorffsche Haus in der Brauhausgasse 10 in Weimar ist ein stattliches Gebäude für die Witwe des dänischen Ministers Johann Hartwig Ernst von Bernstorff (1712–1772), Caritas Emilie Gräfin von Bernstorff, die 1778 aus Kopenhagen nach Weimar gekommen war.

## Geschichte
Erbaut wurde der Dreiseitenhof Anfang des 18. Jahrhunderts. Es war eines der größten Gebäude der barocken Frauenvorstadt ausgerichtet zum Frauenplan hin. Das Gebäude hat ein Dach mit Mansarden. Deren Vermögen gestattete es ihr Haus offen zu führen, weshalb sie in Weimar bald Ansehen erlangte. Verwalter dieses Anwesens war Johann Joachim Christoph Bode, der Übersetzer und Schriftsteller. Nach den um 1840 eingezogenen Schallers wurde dieser Hof auch Schallerscher Hof benannt. Gegenüber befindet sich mit der Brauhausgasse 13 des nach Goethes Vertrautem Johann Peter Eckermann benannte Eckermann-Haus. Heute ist dieses das Hotel am Frauenplan mit dem Hofrestaurant Diwan, womit an Goethes Westöstlicher Diwan  angespielt wurde. Es nennt sich auch Hotel Erbenhof. Zu deren Eigentümern gehörte einst auch Ottilie Gräfin Henkel von Donnersmarck, Großmutter von Ottilie Wilhelmine Ernestine Henriette von Goethe, die wiederum einmal durch Heirat mit August von Goethe zur Ottilie von Goethe wurde.
Das Bernstorffsche Haus steht auf der Liste der Kulturdenkmale in Weimar (Einzeldenkmale).
Hinweis: Es ist nicht zu verwechseln mit dem Schloss Bernstorff!

## Zur Person von Caritas Emilie Gräfin von Bernstorff
Caritas Emilie Gräfin von Bernstorff (1733–1820) geb. von Buchwald war seit 1772 Witwe. Ab 1751 war sie mit dem dänischen Minister Johann Hartwig Ernst von Bernstorff (1712–1772) verheiratet, über den sie Bekanntschaft mit dem Dichter Friedrich Gottlieb Klopstock machte. Dieser wiederum war mehrfach zu Gast in ihrem Hamburger Haus. Sie lebte ab 1778 mit ihrer Nichte Sophie von Schardt in Weimar. Ihr Verwalter war wiederum Johann Joachim Christoph Bode.
Eigenständige literarische Kreativität besaß sie anscheinend nicht, doch ist sie als Briefeschreiberin überliefert.